# Requinta

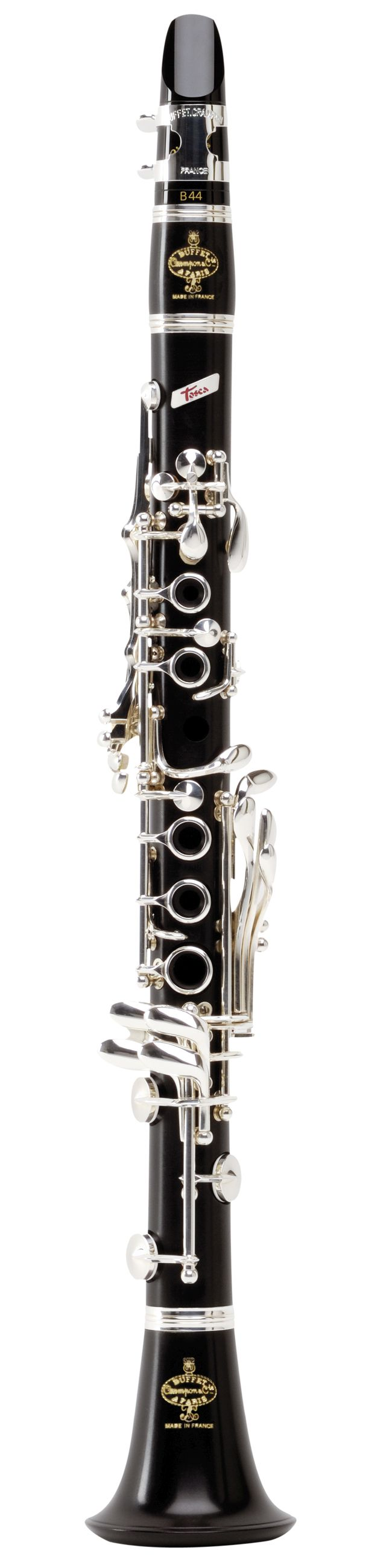

Requinta é uma designação dada em língua portuguesa a vários instrumentos. É o caso das violas braguesas, dos clarinetes e das flautas transversais.  

## A requinta de clarinete
A requinta de clarinete é menor e portanto de som mais agudo e com sonoridade mais estridente que o clarinete. É um instrumento transpositor em Mi Bemol, mas há partituras que pedem a requinta em Ré, como A Sagração da Primavera, de Stravinsky e Till Eulenspiegel, de Richard Strauss. Enquanto a presença do clarinete é quase obrigatória nas bandas sinfônicas, a requinta é requisitada apenas casualmente pelas orquestras. 